# Theodore Maunoir
Theodore Maunoir (Ginevra, 1º giugno 1806 – Ginevra, 26 aprile 1869) è stato un chirurgo svizzero e cofondatore del Comitato internazionale della Croce Rossa (CICR).

## Biografia
Nato da una ricca famiglia di medici, seguì la tradizione di famiglia studiando medicina in Inghilterra e Francia e ottenendo il dottorato in chirurgia nel 1833. Dopo il ritorno nella sua città natale, divenne un membro della "Commissione Ginevrina per l'Igiene e la Salute" e della "Società Ginevrina per il Benessere Pubblico".
Dopo la pubblicazione, nel 1862, del libro di Henry Dunant "Un ricordo di Solferino" ("Un souvenir de Solférino") Maunoir, insieme a Gustave Moynier, Guillaume-Henri Dufour, Louis Appia e allo stesso Dunant formò il "Comitato dei Cinque", commissione creata nel febbraio 1863 dalla "Società Ginevrina per il Benessere Pubblico" per rispondere agli interrogativi emersi dal libro. Successivamente, il nome della commissione fu cambiato in " Società di soccorso ai militari feriti "e, nel 1876, trasformato in "Comitato Internazionale della Croce Rossa"(CICR).
Nelle prime riunioni di commissione, Maunoir sostenne le idee di Dunant che voleva fare della Croce Rossa un movimento sociale diffuso che raggiungesse quante più persone possibile, piuttosto che la creazione di una organizzazione gestita tramite negoziati con potenti personaggi politici e militari.
Alla conferenza internazionale, tenutasi a Ginevra dal 26 al 29 ottobre 1863 per esaminare l'applicazione pratica delle idee di Dunant, Maunoir sostenne l'utilizzo di volontari nella cura dei feriti.
Maunoir rimase un membro del CICR  fino alla sua morte, avvenuta a Ginevra nel 1869. Il suo successore nel comitato locale di Ginevra fu il politico Luigi Micheli de la Rive.